# Apelern
Apelern är en kommun och ort i Landkreis Schaumburg i förbundslandet Niedersachsen i Tyskland. De tidigare kommunerna Groß Hegesdorf, Kleinhegesdorf, Lyhren, Reinsdorf och Soldorf uppgick i Apelern den 1 mars 1974.
Kommunen ingår i kommunalförbundet Samtgemeinde Rodenberg tillsammans med ytterligare fem kommuner.